# Sophie von Scherer
Sophie von Scherer (* 5. Februar 1817 in Wien; † 29. Mai 1876 in Graz) war eine österreichische Schriftstellerin.

## Leben
Sophie von Scherer wurde als Tochter des Tischlermeisters Johann Gottlieb Sockl, welcher sich auch als Erfinder hervortat, und Sophie Sockl, geborene Shurer von Waldheim, in Wien geboren. Unter ihren Geschwistern war der Maler und Fotograf Theodor Sockl. Die überzeugte Katholikin beschäftigte sich in ihrer Jugendzeit mit der Malerei, wandte sich aber später der Schriftstellerei zu. 
Nach ihrer Heirat mit dem Beamten Anton von Scherer erschien 1848 ihr Bildungs- und Erziehungswerk für Frauen in drei Bänden. Ein Novum für ein solches Thema war die Abfassung in Form eines Briefromans. Ziel war es, den Frauen der besseren Stände praktische Anweisungen für die Kindererziehung zu geben, aber auch den Platz der Frau in der Familie und Gesellschaft vor allem als Gattin und Mutter darzulegen.
Sophie von Scherer setzte sich für umsichtige soziale Reformen ein wie z. B. Altersversicherung, Kindergärten, Jugendfürsorge und Kinderbeihilfe, vor allem für das Dienstpersonal sowie sozial schwache Familien. Die Ziele der 1848er Revolution lehnte sie ab, profitierte aber für ihr Werk von der 1848 errungenen Pressefreiheit.
Ihre Forderungen zu kirchlichen Reformen, z. B. zur Aufhebung des Zölibats und Einführung des Gottesdienstes in deutscher Sprache, gab sie ebenfalls 1848, in einem offenen Sendschreiben an die Bischofskonferenz in Würzburg, zum Ausdruck. Darin kritisierte sie die freireligiösen deutschen Katholiken, was die Bischofskonferenz zwar unbeantwortet ließ, dafür aber einen öffentlichen Geschwisterstreit hervorrief. Ihre Kritik wurde von ihrem Bruder, dem den Deutschkatholiken nahestehenden Wiener Maler Theodor Sockl, in einem offenen Brief erwidert. Ihre ebenfalls publizierte Antwort war eine Verteidigung ihres röm.-kath. Glaubens. Es sollte ihre letzte Publikation sein. 
Sophie von Scherer war die Mutter des Grazer und Wiener Kirchenrechtlers Rudolf von Scherer.
Sie ist auf dem St.-Leonhard-Friedhof in Graz beigesetzt.

## Bedeutung
Sophie von Scherer gilt als eine ihrer Zeit weit vorausblickende Frau, die den Gedanken der staatlichen Sozialversicherung und Familienförderung lange vor der tatsächlichen Einführung nachdrücklich propagiert hatte.

## Werke
- Bildungs- und Erziehungs-Werk. Erfahrungen aus dem Frauenleben zum Selbststudium für Frauen, Mütter, Töchter. Gratz, 1848
- Ferner: Zwei offene Sendschreiben zu Fragen der katholischen Kirchenreform:

- Offenes Sendschreiben an den Congress der hochwürdigsten Erzbischofe und Bischöfe zu Würzburg…, m 17. November 1848, gedr. und in Komm. bei J.A. Kienreich. Steiermärkische Landesbibliothek, Buchnummer: A4Z211, Katzoom-Zettel Nr. 183966.
- Erwiederung auf den an mich gerichteten offenen Brief meines Bruders über mein offenes Sendschreiben an den Congreß…, Gratz 1848, gedruckt bei J.A. Kienreich, unbekannten Ort.